# Massacre de Mountain Meadows

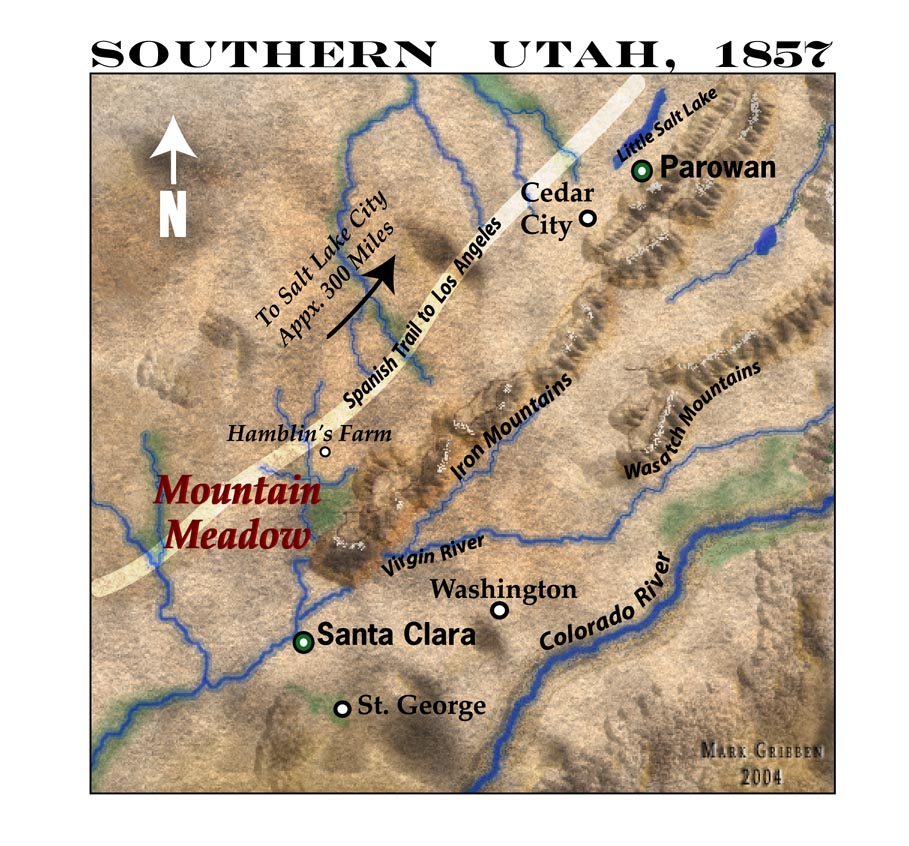
Carte indiquant les Mountain Meadows au sud-est de l'Utah et le tracé du Spanish Trail entre le Nevada et la Californie.

Le massacre de Mountain Meadows eut lieu le 11 septembre 1857, lorsque 50 à 60 miliciens mormons locaux du sud de l’Utah, accompagnés d’alliés amérindiens, massacrèrent quelque 120 émigrants qui se rendaient avec des chariots en Californie. Ce crime, qui n’épargna que 17 enfants de six ans et moins, se produisit dans une vallée de montagne appelée Mountain Meadows, à environ 55 kilomètres au sud-ouest de Cedar City. Il eut lieu dans le contexte de la guerre de l'Utah, un conflit entre des pionniers mormons et le gouvernement fédéral des États-Unis.

## Contexte
Au milieu du XIXe siècle, un flot continu de caravanes d'émigrants traversait le territoire de l'Utah, en route pour la Californie. Les relations entre ces émigrants et les mormons, qui peuplaient l'Utah, n'étaient pas toujours cordiales. Beaucoup d'émigrants avaient un préjugé profondément enraciné contre les mormons. De plus, les caravanes contenaient souvent des Missouriens qui avaient participé à chasser les mormons du Missouri. Certains mormons ne pouvaient s'empêcher d'éprouver à l'égard de ceux-ci de la rancune et de la suspicion.
Ces caravanes d'émigrants contribuèrent beaucoup à susciter l'antagonisme des Amérindiens dans tout le territoire. Les gens de l'Est, en général, ne partageaient pas le sentiment de fraternité qu'avaient manifesté les mormons vis-à-vis des autochtones. Ils les considéraient comme étant à peine supérieurs aux animaux et tiraient souvent sur eux sans provocation. Les Amérindiens qui entraient dans leurs camps pour faire un commerce pacifique étaient souvent maltraités et quelques-uns furent tués par simple méchanceté. Ceci suscita la colère des tribus amérindiennes. C'était particulièrement le cas dans les colonies du sud. La colère des colons blancs s'éveilla, elle aussi. Précédemment, il avait été difficile de contenir les Amérindiens, mais maintenant cela devenait impossible.
Une crise se produisit au moment où une grosse caravane de migrants venus de l'Arkansas était en route pour la Californie, par le sud de l'Utah en 1857. Cette caravane contenait un groupe de Missouriens qui se donnait le nom de « Missouri Wildcats » (Chats sauvages du Missouri). Leur esprit semblait dominer la caravane. Ils se vantaient ouvertement d'avoir contribué à chasser les mormons du Missouri et de l'Illinois, et de ce qu’ils allaient revenir aider l'armée qui approchait de l'Utah à exterminer les mormons.
Les récits concernant leur comportement pendant qu'ils traversaient les colonies du sud sont si contradictoires qu'il est difficile de déterminer l'entière vérité. Parmi les accusations portées contre eux, il y avait l'affirmation qu'ils avaient empoisonné un bœuf mort, ce qui produisit la mort de plusieurs Amérindiens païutes qui en mangèrent. On affirma aussi qu'ils avaient empoisonné les sources, ce qui produisit la mort de plusieurs bestiaux et rendit malades les colons qui tentèrent de récupérer la graisse des animaux.
Les Amérindiens étaient terriblement excités. Toutes les humiliations infligées par les précédentes caravanes les incitèrent à chercher vengeance. Dans l'esprit des Amérindiens, tous les blancs, à part les mormons, appartenaient à une seule tribu, les « Mericats ». Leur loi exigeait une vengeance sanglante contre tous ceux qui appartenaient à la tribu coupable.
Ordinairement, les colons exerçaient leur influence pour maintenir la paix et empêcher à tout prix que les caravanes d'émigrants fussent attaquées. Il semble que cette fois-ci, on ne tenta pas de les arrêter. Beaucoup de blancs avaient été irrités au plus haut point par les provocations des « Missouri Wildcats » et par leurs déprédations.

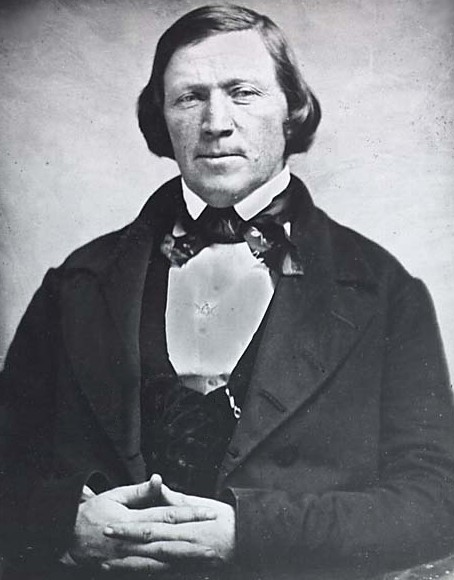
Brigham Young, président de l'Église de Jésus-Christ des saints des derniers jours et ancien gouverneur du territoire de l'Utah, dont le rôle supposé dans le massacre fut débattu.

Le 6 septembre 1857, pendant que la caravane d'émigrants avait installé un camp prolongé à « Mountain Meadows », à soixante-cinq kilomètres au sud-ouest de Cedar City, se tint un conseil des principaux mormons de cette ville. On décida d'envoyer un messager à Brigham Young, président de l’Église de Jésus-Christ des saints des derniers jours et gouverneur du Territoire de l'Utah, pour l’informer de la situation. James Haslam, de Cedar City, était ce messager.
Haslam se rendit à toute allure à Salt Lake City. Il parcourut cinq cents kilomètres en trois jours depuis Cedar City. Parvenu devant Brigham Young, il lui remit un message qui faisait état de la situation. Après avoir lu le message que Haslam apportait, le gouverneur Young lui demanda s'il pouvait supporter le voyage de retour. Il répondit par l'affirmative. Après plusieurs heures de sommeil, il monta à cheval pour le voyage de retour. En lui remettant une réponse non scellée, le président Young lui dit : « Allez le plus vite que vous pouvez ; n'épargnez pas votre cheval. Il ne faut pas gêner les émigrants, même s'il faut l’Iron County pour l’empêcher. Ils doivent passer librement sans être molestés. »
Dans les instructions que Haslam ramenait au colonel Isaac C. Haight de Cedar City, on lit : « En ce qui concerne les caravanes d'émigrants traversant nos colonies, nous ne devons pas les gêner tant qu'elles n'auront pas été averties de ne plus passer par ici. Vous ne devez pas vous en mêler. Nous nous doutons bien que les Indiens feront ce qui leur plaît, mais vous devez essayer de garder de bonnes relations avec eux. »
Haslam arriva le 13 septembre à Cedar City, ayant fait ce voyage de plus de mille kilomètres en six jours. Après avoir lu le message, le colonel Haight répondit, en larmes : « Trop tard, trop tard ». Haslam raconta plus tard : « Le massacre était terminé avant que je ne fusse rentré chez moi. »

## Massacre
Mountain Meadows était une étroite vallée de huit kilomètres de long, située à cinq cent dix kilomètres au sud et un peu à l'ouest de Salt Lake City. Elle se trouve sur un plateau qui constitue le bord sud du Grand Bassin. La première semaine de septembre 1857, les émigrants d'Arkansas et du Missouri allèrent camper à l'extrémité sud de la vallée, près d'une source.
Plusieurs centaines d'Indiens se rassemblèrent dans le voisinage et, à l'aube du 8 ou du 9 septembre, lancèrent une attaque contre les émigrants. Cette attaque fut repoussée et les émigrants se préparèrent à soutenir un siège en vue d'une prochaine agression.
Entre-temps les Amérindiens envoyèrent des coureurs dans les tribus voisines pour rassembler des guerriers. Ils appelèrent aussi John D. Lee, qui avait été en contact étroit avec les affaires indiennes, étant leur fermier, en le priant de venir les conduire à la victoire. Lee se hâta de sa résidence à Harmony jusqu'au théâtre des opérations et sembla partager la frénésie des Autochtones. Plus tard d'autres hommes blancs apparurent sur la scène, ayant été attirés vers les prairies, leurs services ayant été requis pour ensevelir les morts. Certains restèrent, volontairement ou de force, pour participer à l'ultime confrontation.
Le matin du 11 septembre, une délégation brandissant un drapeau blanc fut envoyée au camp des émigrants à qui l'on proposa les termes d'une reddition. Les émigrants devaient rendre leurs armes. Les blessés devaient être chargés dans les chariots, suivis par les femmes et les enfants, et les hommes devaient fermer la marche en file unique. Ils devaient être ainsi escortés par les blancs jusqu'à Cedar City.
Tout ceci fut accepté, et la marche commença.
À une courte distance du camp, les hommes blancs, à un signal donné, tombèrent sur les émigrants désarmés. En même temps, des centaines d'Amérindiens, qui étaient restés en embuscade, se précipitèrent sur la compagnie. En cinq minutes, la tragédie était terminée. Trois hommes seulement échappèrent à l'assaut mortel mais, poursuivis par les Amérindiens, le sursis fut de courte durée. Seuls 17 enfants de moins de 8 ans furent épargnés du fait de leur jeune âge. Dans un premier temps, les colons s'occupèrent d'eux. Plus tard, le gouvernement des États-Unis créa un fonds pour prendre soin de ces enfants et les confier à des parents, en Arkansas et au Missouri, ou à l'orphelinat de St-Louis.

## Responsabilité
La nouvelle du massacre de Mountain Meadows fut un choc pour les dirigeants de l'Église de Jésus-Christ des saints des derniers jours et suscita une tristesse profonde dans tout le territoire d'Utah. Dès qu’il apprit le drame, Brigham Young envoya George A. Smith faire une enquête sur l'affaire. Celui-ci fit un rapport officiel à Brigham Young en 1858. À ce moment-là, Brigham Young avait laissé toute autorité civile à son successeur, le gouverneur Cumming. John D. Lee, l'agent du bureau des affaires indiennes, dans son rapport au gouvernement, donna sa propre version de la tragédie, mais le gouvernement n'ordonna pas d'enquête.
Brigham Young insista auprès du gouverneur Cumming pour qu'il fît une enquête sur l'accusation de participation d'hommes blancs au massacre. En 1876, Brigham Young dit à la barre des témoins : « Peu après l'arrivée du gouverneur Cumming, je lui demandai d'emmener le juge Gradlebough, qui appartenait au district du sud, et lui dis que je les accompagnerais avec une aide suffisante pour faire une enquête en la matière et faire comparaître les coupables devant la justice. »
Le gouverneur Cumming, devant les difficultés de la « guerre d'Utah » et le pardon de ceux qui s'étaient rendus coupables contre le gouvernement des États-Unis, ne fit rien pour poursuivre ceux qui avaient participé au massacre.

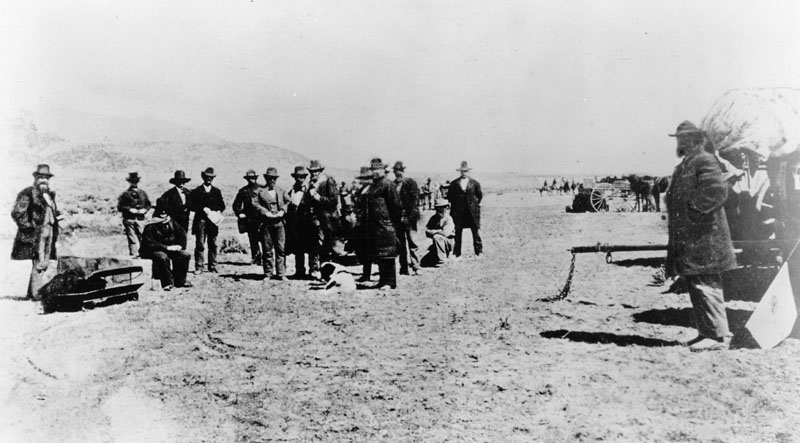
Photographie de John D. Lee (assis à côté du cercueil), juste avant son exécution, le 23 mars 1877.

Les non-mormons tentèrent de rendre Brigham Young responsable de la tragédie. Le juge Cradlebough prit la tête de cette attaque et tenta en 1859 d'étudier l'affaire. Forney, l'agent pour les affaires indiennes, dit à propos de cette tentative : 
« Je crains, et je regrette de devoir le dire, qu'il y ait chez certaines personnes un plus grand empressement à impliquer Brigham Young et les autres dignitaires de l'Église dans toutes les offenses criminelles qu'un effort diligent pour punir les coupables réels des délits. »

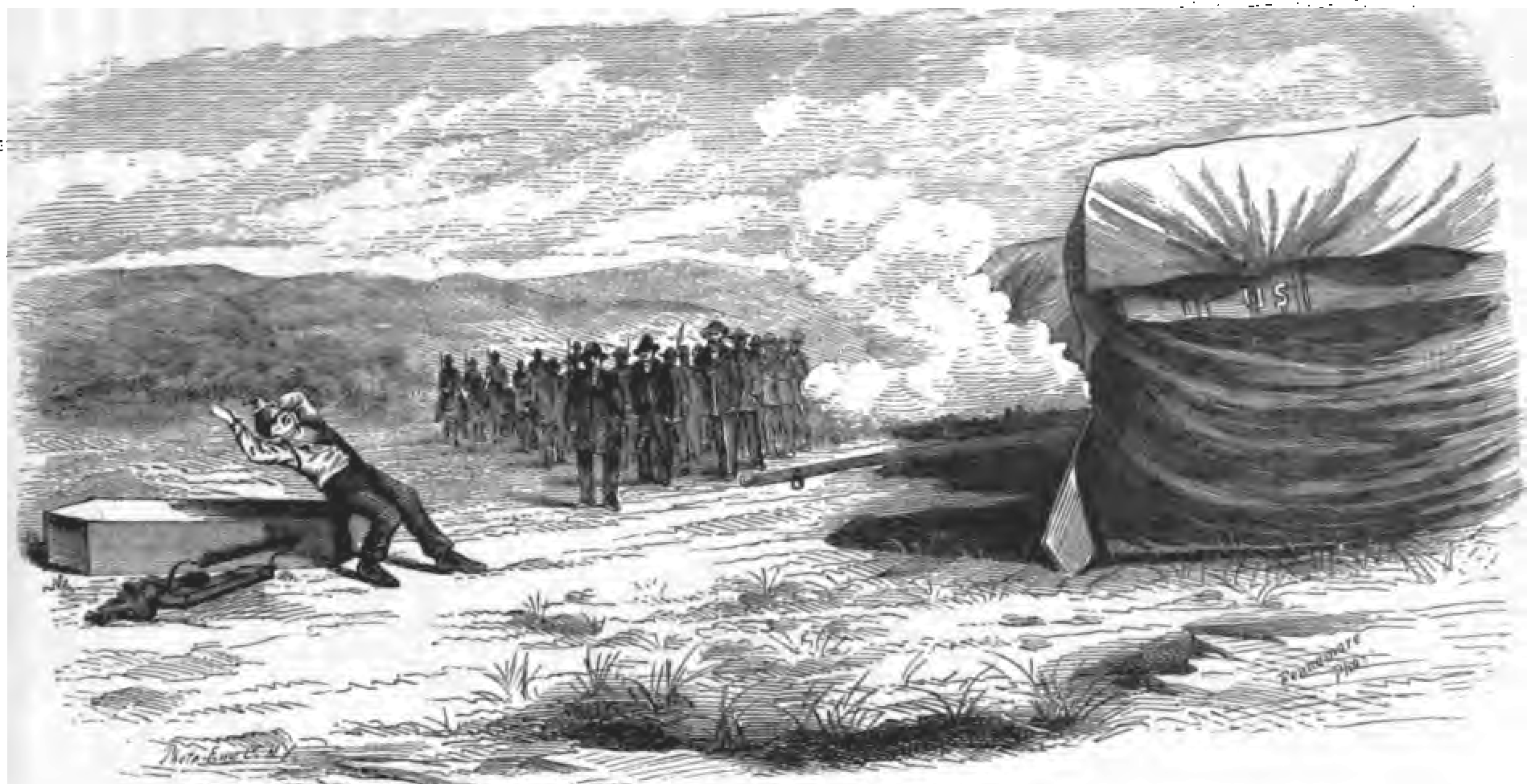
Exécution de John D. Lee par un peloton d'exécution pour son rôle dans le massacre de Mountain Meadows, 20 ans après sur les lieux mêmes du massacre.

Des années plus tard John D. Lee fut condamné pour le crime et le paya de sa vie. Son exécution eut lieu le 23 mars 1877 sur l'emplacement de la tragédie. Brigham Young dit alors : Lee « n'a pas à moitié expié pour ce grand crime ». D'autres hommes impliqués s'enfuirent du territoire et moururent fugitifs.

## Position de l’Église de Jésus-Christ des saints des derniers jours
Pour l'Église de Jésus-Christ des saints des derniers jours, rien n'excuse le massacre de Mountain Meadows. Les coupables ne furent jamais tenus pour innocents par l'Église. Les principaux protagonistes du drame furent excommuniés.

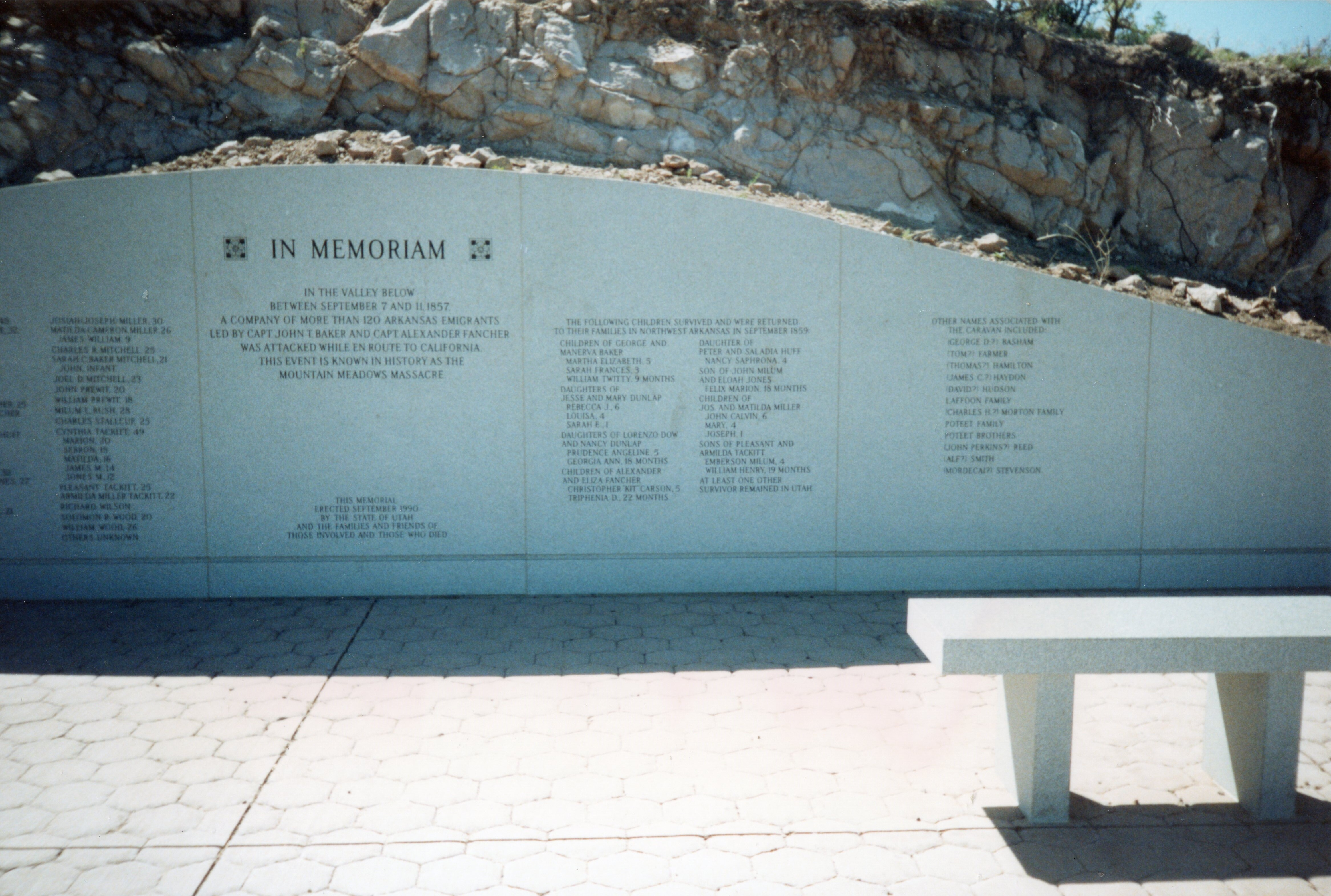
Mémorial construit en 1990 sur le site du massacre.

L'Église considère qu'elle n’est pas à condamner à cause des actes vils d'un petit nombre de ses membres. Pour les saints des derniers jours, la loi de l'Église avait été exprimée de la façon suivante dans une révélation reçue par Joseph Smith en 1831 : « Et maintenant, voici, je parle à l'Église. Tu ne tueras pas ; celui qui tue n'aura pas de pardon dans ce monde ni dans le monde à venir. De plus, je le dis, tu ne tueras pas ; mais celui qui tue mourra... Et il arrivera que si quelqu’un parmi vous tue, il sera livré et traité selon les lois du pays ; car souvenez-vous qu'il n'y a pas de pardon pour lui ; et les preuves seront établies selon les lois du pays. »

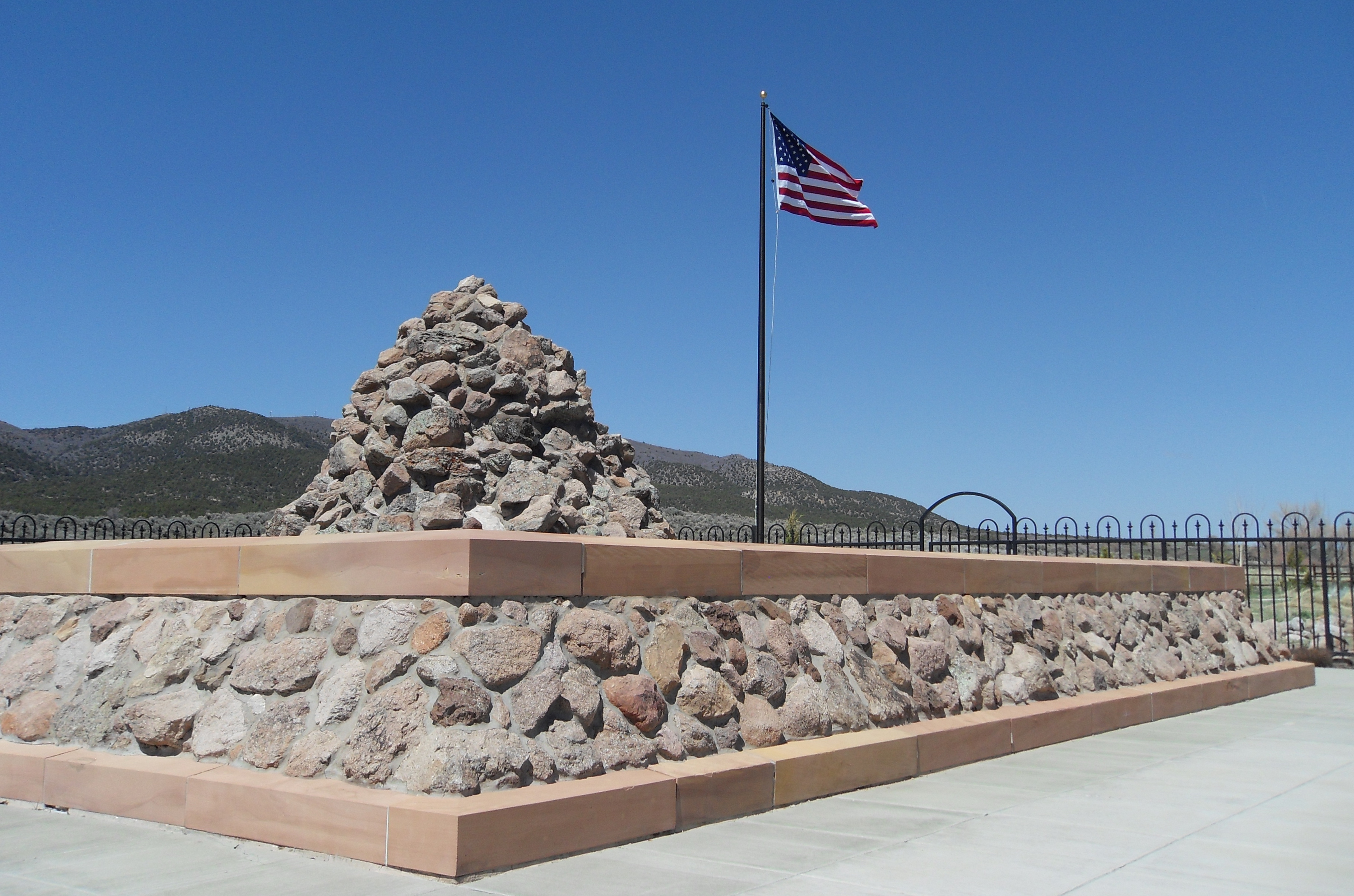
Monument funéraire commémoratif de 1999.

Le mardi 11 septembre 2007, lors de la cérémonie commémorative du cent-cinquantenaire organisée sur les lieux du drame — où sont enterrés les restes des 120 victimes hommes, femmes et enfants —, l’Église de Jésus-Christ des saints des derniers jours présenta ses excuses aux centaines de descendants des victimes et des survivants et reconnut la responsabilité de ses dirigeants locaux et de ses membres impliqués dans le massacre. Des regrets furent également exprimés à l’égard de la tribu indienne des Païutes qui fut incitée par ruse à participer à la tuerie et longtemps jugée seule responsable.